# Vestibuliferida
Vestibuliferida is een orde in de klasse Litostomatea. De orde wordt gekenmerkt doordat alle soorten trilhaardiertjes die onder deze orde vallen een vestibulum hebben. Een vestibulum is een diepe inham in de cel die dient als mond en begroeid is met cilia (trilhaartjes).

## Families
- Amylovoracidae
- Balantidiidae
- Hydrochoerellidae
- Isotrichidae
- Paraisotrichidae
- Polycostidae
- Protocaviellidae
- Protohallidae
- Pycnotrichidae